# Hospoda U Šámalů
Hospoda U Šámalů je hospoda, která se ze správního hlediska nachází v obci Proseč pod Ještědem; lidově bývá tato část  Ještědského hřbetu označována jako Prosečské hory.

## Historie
Budova hostince U Šámalů si zachovala podobu z roku 1911. Ovšem již předtím zde stávala dřevěná chalupa. Roku 1864 ji koupil Antonín Šámal z Hluboké (* 1823) se svojí ženou Klárou; ještě v tomto roce mu zde byla povolena hostinská činnost.[zdroj?] Po tomto muži byla také hospoda pojmenována. V roce 1911 přestavěl jeden z dalších hostinských – Josef Lank – do té doby dřevěné zádveří na zděné a rozšířil ho. Z této doby pochází také sálová podlaha, složená z parket ořechového dřeva. 
Strop sálu byl však tehdy nízký, a tak se hostinský rozhodl pro přestavbu. Uvnitř sálu byla tehdy postavena dřevěná „galerie“ pro hudbu a před hospodou bylo vysázeno jasanové stromořadí. Později hostinec provozoval šenkýř Josef Kotek, za 1. republiky sem chodil i skladatel Karel Vacek, který byl v častém písemném styku s místními hudebníky. Od roku 1943 až do konce 2. světové války byl z nařízení úřadů hostinec U Šámalů uzavřen. Poválečná doba hostinci moc nepřála, 50. léta byla kritická, v roce 1958 byl povinně hostinec zrušen. Až v 90. letech 20. století byla hostinská živnost u Šámalů zčásti obnovena (víkendový provoz).